# Stelis pauloensis
Stelis pauloensis är en orkidéart som beskrevs av Frederico Carlos Hoehne och Schltr.. Stelis pauloensis ingår i släktet Stelis och familjen orkidéer. Inga underarter finns listade i Catalogue of Life.